# TSQL2
TSQL2 es un conjunto de extensiones temporales propuestas para SQL con el objetivo de poder tratar bases de datos temporales. Propone diversos tipos especiales de tablas:
- Tablas de instantánea.
- Tablas de estado de tiempo válido.
- Tablas de evento de tiempo válido.
- Tablas de tiempo de transacción.
- Tablas de estado bitemporales.
- Tablas de evento bitemporales.

- Datos: Q5843182